# Tetrameranthus duckei
Tetrameranthus duckei är en kirimojaväxtart som beskrevs av Robert Elias Fries. Tetrameranthus duckei ingår i släktet Tetrameranthus och familjen kirimojaväxter. Inga underarter finns listade i Catalogue of Life.